# 北村導人
北村 導人（きたむら みちと）は、日本の弁護士、公認会計士。PwC弁護士法人 代表パートナー。

## 人物・経歴
栃木県出身。1994年、慶応義塾大学商学部卒業後。1996年公認会計士登録、2000年弁護士登録。2000年あさひ法律事務所（現西村あさひ法律事務所）入所。2007年米ニューヨーク大学ロースクールLL.M.卒業。2016年PwC弁護士法人パートナー。2020年よりPwC弁護士法人 代表。
会計・税務が交錯する企業法務分野、税法アドバイス、税務調査対応、税務争訟、ＥＳＧ／サステナビリティ関連法務、ウェルスマネジメント、Ｍ＆Ａなど幅広い法分野を専門とし、近年は、ESG／サステナビリティ関連法務、特に「ビジネスと人権」に関する企業の取り組み支援に注力している。